# (1724) Vladimir
(1724) Vladimir est un astéroïde de la ceinture principale découvert le 2 février 1932 à Uccle par l'astronome belge Eugène Joseph Delporte.

## Caractéristiques
Sa distance minimale d'intersection de l'orbite terrestre est de 1,600 190 ua.

## Nom
L'astéroïde a été nommé par Milorad B. Protić (1911-2001), dont la redécouverte de cet objet en 1952, a rendu la numérotation permanente possible, il est nommé en l'honneur de son petit-fils, Vladimir [Ref: Minor Planet Circ. 5281].